# John Jeffries
John Jeffries (Boston, 5 febbraio 1745 – Boston, 16 settembre 1819) è stato un medico e scienziato statunitense, chirurgo militare dell'Esercito Britannico nelle colonie della Nuova Scozia e di New York durante la lotta per l'indipendenza delle colonie nord americane della costa atlantica, dal Regno Unito..

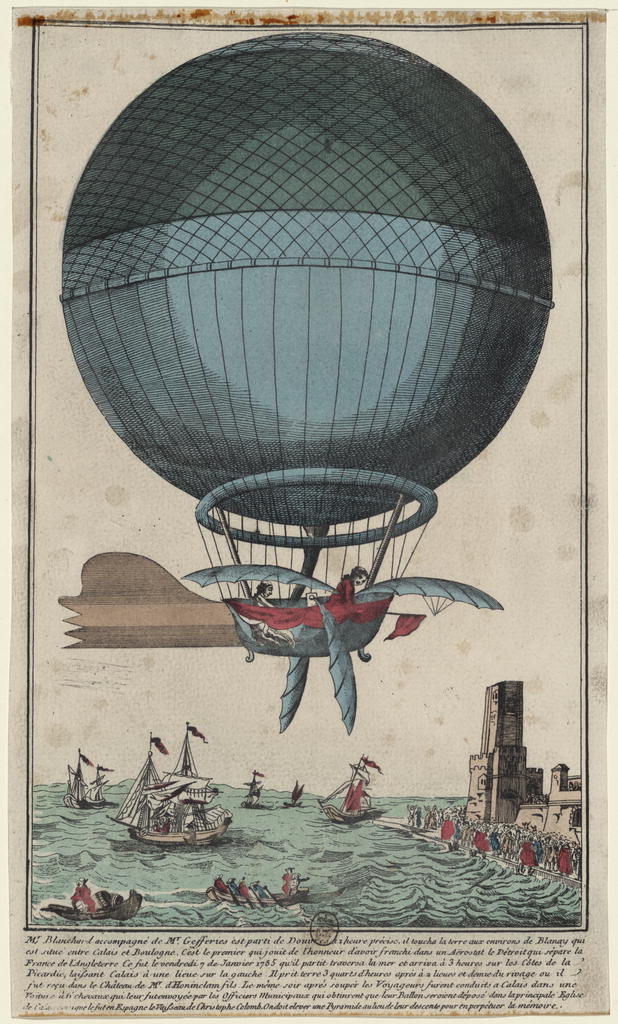
J. Jeffries in volo con J.P. Blanchard

Noto soprattutto per aver accompagnato Jean-Pierre Blanchard nel suo volo in mongolfiera del 1795 attraverso il canale de La Manica, Jeffries svolse un ruolo primario durante il processo per il Massacro di Boston dove era il testimone chiave per la difesa. Durante quell'episodio fu il chirurgo di Patrick Carr, uno degli insorti feriti.
- Wikimedia Commons contiene immagini o altri file su John Jeffries